# Nicolaas Smallenburg

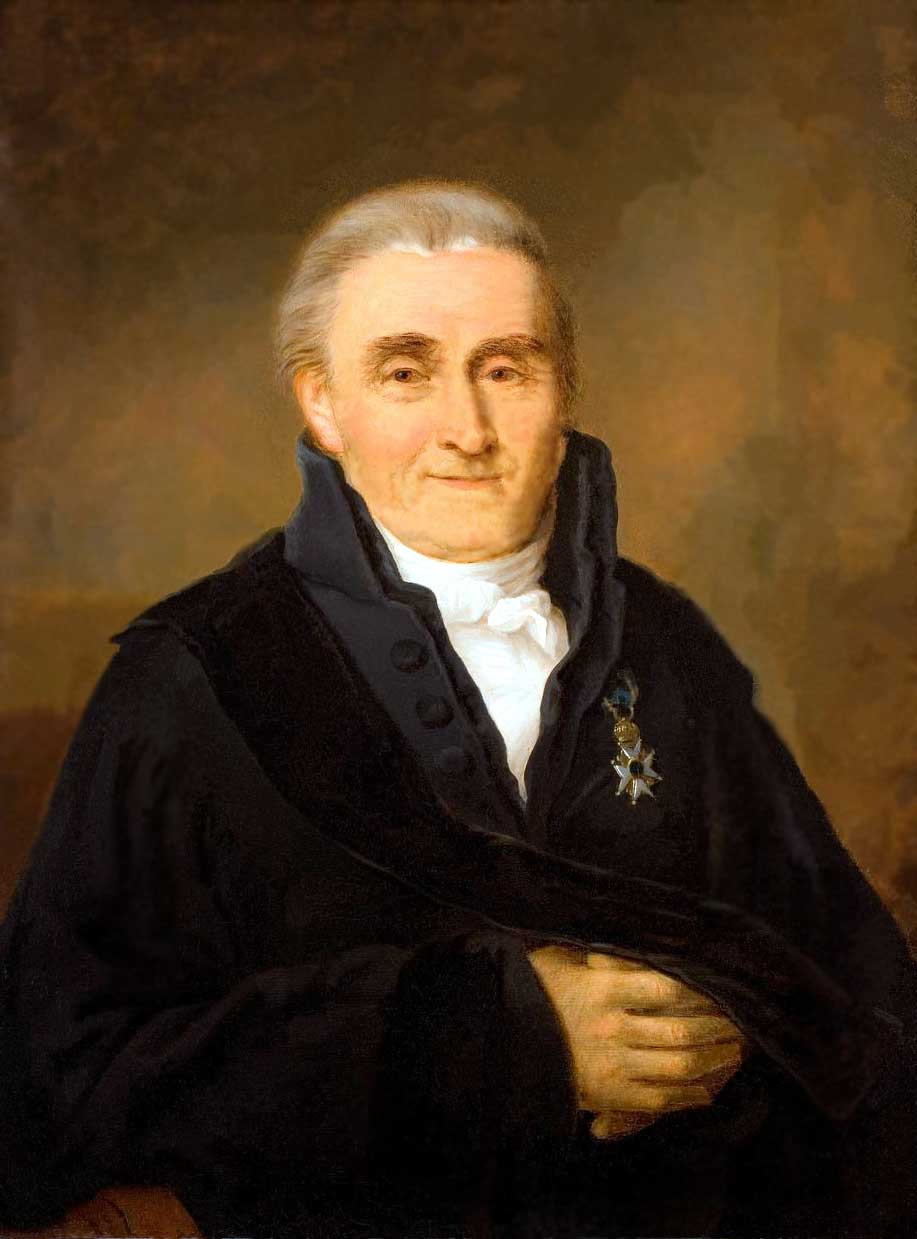
Nicolaas Smallenburg

Nicolaas Smallenburg (* 1. Dezember 1761 in Nootdorp; † 20. Juli 1836 in Warmond) war ein niederländischer Rechtswissenschaftler.

## Leben
Nicolaas Smallenburg war Sohn des Pfarrers Frederik Smallenburg und Agatha van Breest. Er hatte die Lateinschule in Delft besucht. Diese Bildungseinrichtung verließ er am 12. März 1779 mit der Rede Vitelliae, ad Lucium Junium Brutum, pro filiis perduellibus intercedentis und immatrikulierte sich am 3. März 1779 als Student der Literatur an der Universität Leiden. Nach anfänglichen Studien bei David Ruhnken, verlegte er sich auf die Rechtswissenschaften, wobei Bavius Voorda sein prägender Ausbilder wurde. Am 9. Oktober 1785 promovierte er mit der juristischen Abhandlung ad Fragmentum Juliani ex libro ejus 16. Digestorum, qoud exstat in leg. 7. pr. D. de Condict. Causs. Dat causs non sec. zum Doktor der Rechte. 
Danach arbeitete er als Advokat in Utrecht, wo er Kanzler am Kapital St. Maria wurde und am 22. November 1786 Mitglied der Utrechter Gesellschaft der Künste und Wissenschaften. Im April 1788 wurde er zum Professor des römischen Rechts an die Universität Franeker berufen, welches Amt er am 26. April 1788 annahm und am 3. November desselben Jahres dieses mit der Rede de officio ejus qui jura Romana jura feliciter tradere solet antrat. Am 21. Juni 1790 beriefen ihn die Kuratoren der Universität Leiden zum Professor für bürgerliches Recht, welchen Lehrstuhl er am 1. November 1790 mit der Rede de praecipuis elegantioris jurisprudentiae Romanae subsidiis übernahm. 
Ab 1813 unterwies er den Code Napoleon und am 16. Oktober 1815 hatte er den Lehrauftrag für die Instituten, das bürgerliche und niederländische Recht erhalten. Er beteiligte sich auch an den organisatorischen Aufgaben der Hochschule und war in den Jahren 1795/96, 1805/06 sowie 1820/21 Rektor der Alma Mater. Bei der Niederlegung der Ämter hielt er die Abschlussreden de viro justo, civium optimo ac felicissimo (L.B. 1796), de eo quod pulchrum est in studio Juris Rom. (blieb ungedruckt) und Verhand. van de lotgevallen der Hoogeschool gedurende het afgeloopen jaar. Aufgrund seiner Verdienste auf dem Gebiet der Rechtswissenschaften wurde er 1810 Mitglied der holländischen Gesellschaft der Wissenschaften in Haarlem, am 19. April 1821 Mitglied des Königlichen niederländischen Instituts dritter Klasse und Ritter des Ordens vom Niederländischen Löwen. 1834 wurde er aus seiner Professur emeritiert und zog sich auf seinen Landsitz in Warmond zurück, wo er starb.
Aus seiner am 25. August 1788 geschlossenen Ehe mit Jacoba Rachel van de Kasteele, die Tochter des Pfarrers Wilhelm Bartholomeus van de Kasteele (* 24. Dezember 1724 in s’Gravenhage; † 23. April 1812 in Leiden) und dessen Frau Wilhelmina van den Meer († 27. April 1807 in Leiden), stammen zwei Söhne und zwei Töchter. Davon starben die jüngsten Kinder Leonora Agatha, Willem Bartholomeus und Jacoba Cornelia unverheiratet. Sein ältester Sohn Frederik Willem Smallenburg (* 7. August 1789 in Franeker; † 26. Mai 1832 in Leiden), wurde Sekretär der Kuratoren der Universität Leiden.

## Werke
- Diss. ad Fragmentum Juliani ex libro ejus 16. Digestorum, qoud exstat in leg. 7. pr. D. de Condict. Causs. Dat causs non sec. Leiden 1785
- Oratio de praecipuis elegantioris jurisprudentiae Romanae subsidiis. Leiden 1791
- De viro justo, civium optimo ac felicissimo. Leiden 1796
- Primae lineae Juris civ. Belgiciinprimis secundum Codicem Napoleonticum. Leiden 1820, 1825, 1833 (Online)
- Narratio eorum, quae Academiae Lugduno-Batavae anno praeterito evenere. Leiden 1721 (Online)

Herausgeberschaften
- A. Schultingh, Notae ad titulos Digestorum de verborum significatione et regulis Juris. Edidit alque animadversiones suas adjecit N.S. Leiden 1799
- A. Schultingii Notae ad Digesta seu Pandectas. Edidit atquae animadversiones adjaecit suas N. Smallenburg. Leiden 1804–1835, 7. Bde.

## Weblink
- Nicolaas Smallenburg bei der königlich niederländischen Akademie der Wissenschaften (KNAW)

| Personendaten    | Personendaten                          |
| ---------------- | -------------------------------------- |
| NAME             | Smallenburg, Nicolaas                  |
| ALTERNATIVNAMEN  | Smallenburg, Nicolaus                  |
| KURZBESCHREIBUNG | niederländischer Rechtswissenschaftler |
| GEBURTSDATUM     | 1. Dezember 1761                       |
| GEBURTSORT       | Nootdorp                               |
| STERBEDATUM      | 20. Juli 1836                          |
| STERBEORT        | Warmond                                |